# شکاف اعداد اول

شکاف اعداد اول

شکاف اعداد اول برابر فاصله دو عدد اول متوالی است. nامین شکاف عدد اول که آن را با {\displaystyle g_{n}} نمایش می دهند برابر است با فاصله بین (n+1)امین عدد اول و nامین عدد اول :
30 شکاف اول بین اعداد اول هستند:
{\displaystyle 1,2,2,4,2,4,2,4,6,2,6,4,2,4,6,6,2,6,4,2,6,4,6,8,4,2,4,2,4,14}
با توجه به تعریف تابع {\displaystyle g_{n}}, n امین عدد اول را از رابطه زیر بدست آورد